# Dernice
Dernice (Dernìs in piemontese, Dernìxe in ligure) è un comune italiano di 178 abitanti della provincia di Alessandria, in Piemonte.

## Geografia fisica
Sorge su un crinale che separa la valle del torrente Curone da quella del torrente Borbera e faceva parte della Comunità montana Terre del Giarolo.

## Storia
Insediamento abitato lungo l'antica via del sale, strada di importante traffico commerciale tra Genova e la pianura padana.
Il nome di Dernice, dal latino "Darnisium", compare nei documenti a partire dall'anno 869.
Importante è la presenza monastica posta nel monastero di Vigoponzo (Vico Pontio), citato in un documento dell'865, con il quale Ludovico II confermava all'Abbazia di San Colombano di Bobbio la proprietà del monastero e del territorio.
Fu sotto la giurisdizione dei vescovi di Tortona, già dal 1157. Presidiato nel XIII secolo da mercenari del comune di Tortona, fu poi signoria dei Malaspina, degli Spinola nel XV secolo e infine della famiglia Sfrondati.

## Società

### Evoluzione demografica
Abitanti censiti

## Monumenti e luoghi d'interesse

### Architetture militari
Nel paese di Dernice si conservano i ruderi dell'antico castello, caduto in disuso dopo l'estinzione della famiglia Sfrondati.
I ruderi sono costituiti da una torre a base quadrata situata nel punto più alto del paese (la torre è stata abbassata perché pericolante, ma oggi si può salire sulla sua sommità da dove si ha una visione a 360° delle valli circostanti), un torrione a base circolare situato nella parte bassa del paese (l'edificio è comunale, e dalla strada comunale si può vedere molto bene).
Esisteva anche parte delle antiche mura, oggi non più visibili dopo la realizzazione di una nuova strada.

### Architetture religiose
La chiesa parrocchiale del paese risale al XVII secolo e conserva un interessante gruppo statuario ligneo raffigurante il martirio di San Donnino: quella presente sarebbe l'unica statua che ritrae il Santo nel momento del martirio poiché l'iconografia classica lo rappresenta sempre dopo con la testa fra le mani.

## Cultura
Questo paese fa parte del territorio culturalmente omogeneo delle Quattro province (Alessandria, Genova, Pavia, Piacenza), caratterizzato da usi e costumi comuni e da un importante repertorio di musiche e balli molto antichi. Strumento principe di questa zona è il piffero appenninico che accompagnato dalla fisarmonica, e un tempo dalla müsa (cornamusa appenninica), guida le danze e anima le feste.

### Cucina

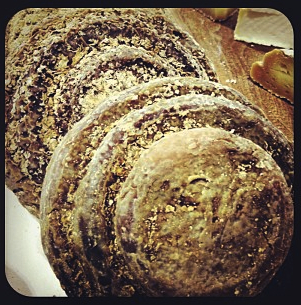
Il Montebore

Una frazione del comune di Dernice ha dato il nome a un caratteristico formaggio, tipicamente prodotto in queste zone, il Montebore.
Altre specialità culinarie locali sono lo zafferano che prende proprio il nome dalla frazione in cui viene coltivato, Zafferano Montébore. Nella frazione è ancora visibile il rudere dell'antica torre, alle cui fattezze pare ispirata la forma particolare del formaggio.

## Amministrazione
Di seguito è presentata una tabella relativa alle amministrazioni che si sono succedute in questo comune.
| Periodo        | Periodo        | Primo cittadino | Partito                                        | Carica  | Note  |
| -------------- | -------------- | --------------- | ---------------------------------------------- | ------- | ----- |
| 4 giugno 1985  | 6 giugno 1990  | Carlo Buscaglia | Democrazia Cristiana                           | Sindaco | [ 6 ] |
| 6 giugno 1990  | 24 aprile 1995 | Carlo Buscaglia | Partito Comunista Italiano                     | Sindaco | [ 6 ] |
| 24 aprile 1995 | 14 giugno 1999 | Carlo Buscaglia | centro-sinistra                                | Sindaco | [ 6 ] |
| 14 giugno 1999 | 14 giugno 2004 | Carlo Buscaglia | lista civica                                   | Sindaco | [ 6 ] |
| 14 giugno 2004 | 8 giugno 2009  | Lorenzo Tarditi | lista civica                                   | Sindaco | [ 6 ] |
| 8 giugno 2009  | 26 maggio 2014 | Carlo Buscaglia | lista civica Stretta di mano tre spighe        | Sindaco | [ 6 ] |
| 26 maggio 2014 | 27 maggio 2019 | Carlo Buscaglia | lista civica Stretta di mano con spighe        | Sindaco | [ 6 ] |
| 27 maggio 2019 | 9 giugno 2024  | Carlo Buscaglia | lista civica Stretta di mano e spighe di grano | Sindaco | [ 6 ] |
| 9 giugno 2024  | in carica      | Carlo Buscaglia | lista civica Stretta di mano con tre spighe    | Sindaco | [ 6 ] |